# Skebo göl
Skebo göl är en sjö i Vimmerby kommun i Småland och ingår i Marströmmens huvudavrinningsområde.